# Hexamilion (Bauwerk)

Isthmus von Korinth, Lageplan

Das Hexamilion (griechisch Εξαμίλιον τείχος ‚Sechs-Meilen-Mauer‘) war eine Befestigungsanlage, die im 5. Jahrhundert n. Chr. über die Landenge bei Korinth (Isthmus von Korinth) erbaut wurde, um die Peloponnes gegen Angriffe aus dem Norden zu schützen.

## Name
Der Name Hexamilion, der darauf verweist, dass die Mauer etwa sechs Meilen lang war, erscheint erstmals in der byzantinischen Literatur des 15. Jahrhunderts. Wie die Mauer vorher genannt wurde und seit wann man sie Hexamilion nannte, ist unbekannt. Es gab Versuche den Namen von Georgios Hexamilites, der im 11. Jahrhundert lebte, mit der Hexamilion in Verbindung zu bringen. Seine Familie trug jedoch den Namen, weil sie aus Lysimacheia, das auch Hexamilion genannt wurde, stammte.

## Ältere Isthmuswälle
Das Hexamilion stand am Ende einer langen Reihe von Versuchen, den Isthmus zu befestigen, die möglicherweise bis in die mykenische Zeit zurück reichen. Oscar Broneer identifizierte eine kyklopische Mauer, die vom Saronischen Golf auf den Mytikas-Hügel südlich des jüngeren Stadions von Isthmia verlief und die er um 12. Jahrhundert v. Chr. datierte. Heute vermutet man jedoch, dass es sich bei dieser Mauer um die Stützmauer einer nachmykenischen Straße handelt.
Als Xerxes 480 v. Chr. in Griechenland einfiel, wollten viele Städte der Peloponnes sich hinter die Palisaden am Isthmus zurückziehen, statt die Thermopylen zu verteidigen. Die Frage der Befestigung stellte sich erneut vor der Schlacht von Salamis. Obgleich das Konzept einer Festung Peloponnes wiederholt erwogen wurde, war eine Befestigung des Isthmus nutzlos, ohne die notwendigen Mittel zur Ausübung der Kontrolle über das Meer zu besitzen, wie Herodot schrieb. Dennoch errichtete man 479 v. Chr. eine Mauer aus Steinen, Ziegel, Holz und Sand, die sogar über eine Brustwehr verfügte. James R. Wiseman identifizierte einen etwa 1700 m langen Teil dieser Mauer mit elf rechteckigen Türmen auf dem Bergrücken von Agios Dimitrios – also etwa 2 km südlich des Hexamilion. Diese Mauer wurde anscheinend 279 v. Chr. von Antigonos II. Gonatas restauriert. Zu dieser Zeit führte die Mauer im Osten bis Kenchreai und kann heute im Westen etwa bis Kato Examilia verfolgt werden.

## Geschichte
Wie Zosimos berichtete gab es bereits im 3. Jahrhundert erste Pläne zum Bau der Isthmusmauer unter der Herrschaft des römischen Kaisers Valerian. Das Hexamilion wurde zwischen 408 und 450 n. Chr. unter der Herrschaft von Theodosius II. erbaut, um die Peloponnes gegen die Einfälle der Westgoten aus dem Norden zu schützen. Der Angriff von Alarich I. auf Griechenland 396 n. Chr. oder die Eroberung von Rom im Jahr 410 n. Chr. durch die Westgoten werden zu dem Entschluss beigetragen haben, die gewaltige Anlage aus Türmen, Seebastionen und mindestens einer Festung zu errichten. Die eine bekannte Festung hatte zwei Tore, ein nördliches und ein südliches. Das nördliche Tor war die Pforte zur Peloponnes. Die Mauer bestand auf beiden Seiten aus großen Steinquadern; der Raum dazwischen war mit Mörtel und Bruchsteinen ausgefüllt.
Viele Bauwerke in der Region wurden für dieses gewaltige Vorhaben als Steinbruch verwendet, um Baumaterial zu gewinnen. Die Steine wurden zum Teil direkt für den Bau der Mauer genutzt – so wie die Quader vom Tempel des Poseidon von Isthmia – oder es wurde Kalk daraus gebrannt, wie aus dem Material vom Heraion von Perachora oder dem von antiken Statuen aus Korinth. Es ist unbekannt, wie lange der Bau der Befestigungsanlage dauerte.
Unter der Herrschaft Justinians wurde das Hexamilion mit weiteren Türmen verstärkt. Es erwies sich jedoch gegen die Landnahme der Slawen auf dem Balkan als wirkungslos, nicht zuletzt, weil die Slawen auf ihren Einbäumen an den Küsten landeten und die Befestigungen so umgingen. Seit dem 8. Jahrhundert wurde die strategische Bedeutung der Befestigungsanlage geringer. Im 11. Jahrhundert wurde die Mauer zunehmend mit Wohngebäuden überbaut.
Der byzantinische Kaiser Manuel II. leitete 1415 selbst die Reparaturarbeiten am Hexamilion. Tausende von Arbeitern begannen am 8. April 1415, eine gewaltige Mauer mit tiefen Gräben, zwei großen Festungen und 153 festen Türmen zu errichten. Mit einem Brief von 26. Juni 1415 übermittelte Manuel seinem Verbündeten, dem venezianischen Dogen Tommaso Mocenigo, die Nachricht von der Fertigstellung des Bauwerks; die Venezianer beglückwünschten ihn.
Sultan Murad II. nahm 1422 die Expansionspolitik seiner Vorfahren wieder auf. Im Mai 1423 fielen die Osmanen unter Turahan Bey in die Morea ein. Sie stürmten die Isthmusmauer und zogen sich wieder von der Halbinsel zurück, nachdem sie Theodor II., den Despoten der Morea, zu Tributzahlungen an den Sultan verpflichtet hatten.
Der letzte Kaiser von Byzanz, Konstantin XI., restaurierte 1444 noch einmal das Hexamilion. Doch am 14. Dezember 1446 nahmen türkische Truppen unter Murad II. erneut das Befestigungswerk ein. Sie zerstörten durch konzentriertes Geschützfeuer die Verteidigungswälle. Der türkische Geschichtsschreiber Aschikpaschazade erwähnte, dass die Kanonenrohre erst vor Ort gegossen worden seien.
Als 1463 der venezianische General Bartoldo II. d’Este im Kampf um Korinth schwer verwundet wurde, musste das Hexamilion geräumt werden. Die Morea fiel in die Hände der Türken. Während der gesamten Geschichte der Befestigungsanlage erfüllte sie nie die Funktion, für die sie konstruiert wurde, es sei denn, dass sie als ein Mittel zur Abschreckung diente. Von 1715 an behielten die Türken die Kontrolle über das Land unangefochten, und die Befestigungsanlagen verfielen. Teile der Mauer sind südlich von Korinth und am Tempel des Poseidon von Isthmia erhalten geblieben.

## Bilder des Hexamilion

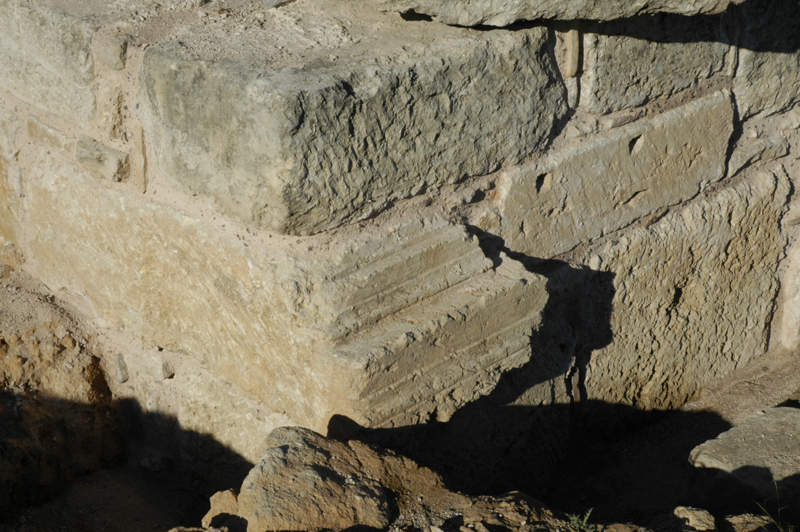
Detail eines Turmfundaments, das ein architektonisches Element mit geschnitztem Formteil zeigt.
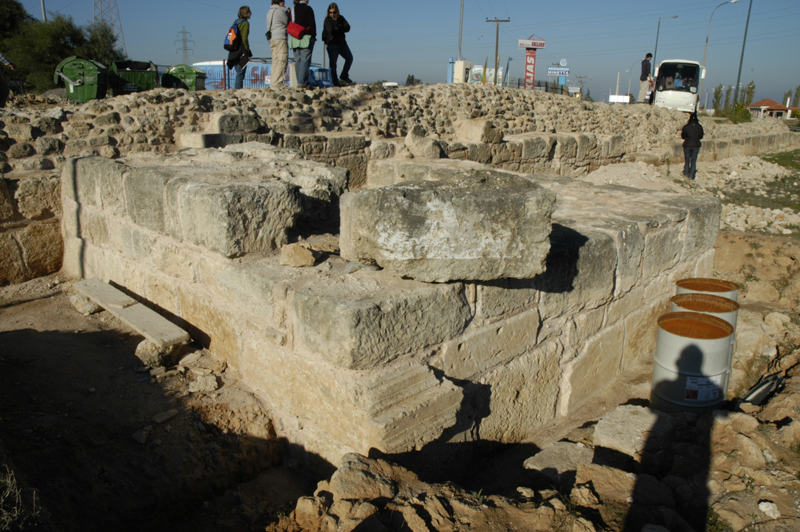
Abschnitt des Walls nach Nordwesten.
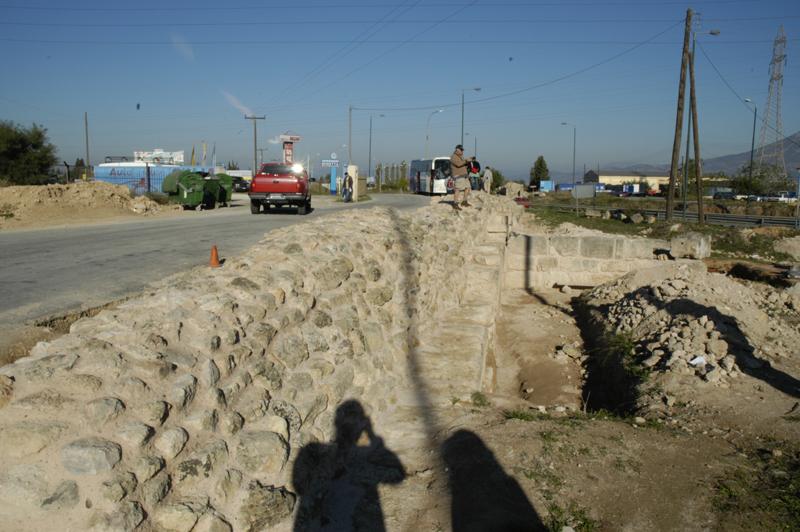
Blick entlang der Walllinie zeigt den aufgeschütteten Kern.
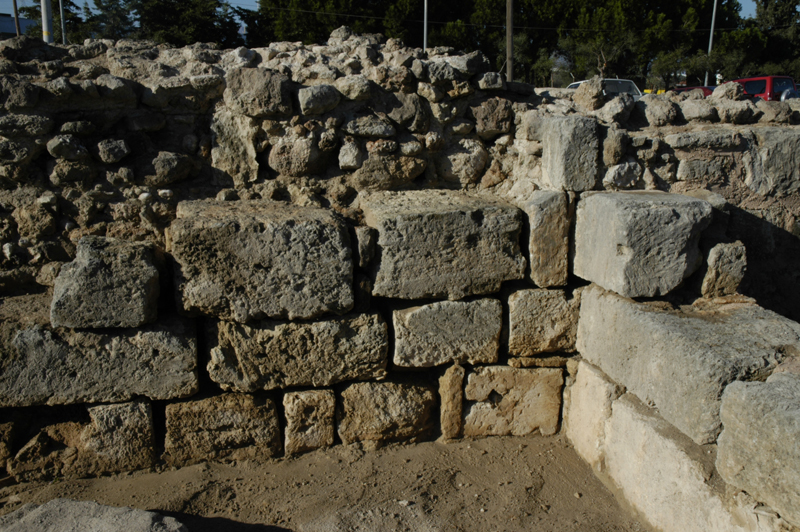
Detail der Konstruktion zeigt den Schuttkern und die bearbeitete Steinverkleidung.
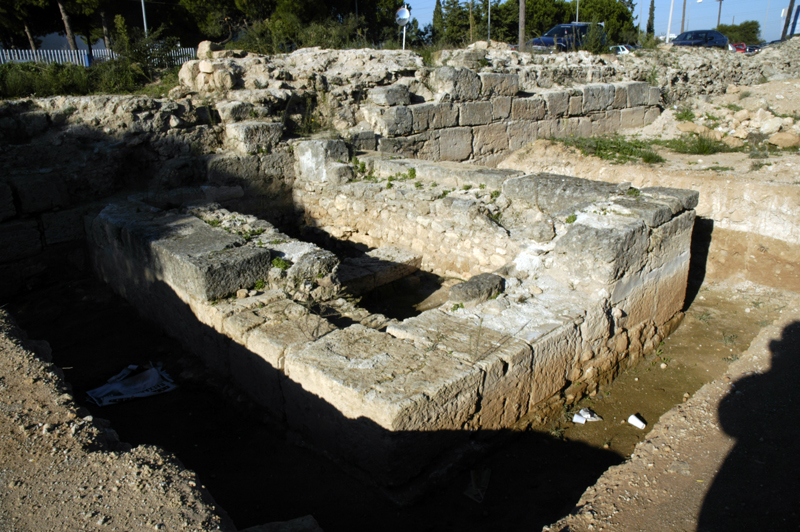
Erhaltener Teil des Walls mit Turmfundament.